# Giro dei Paesi Bassi 2000
Il Giro dei Paesi Bassi 2000, quarantesima edizione della corsa, si svolse dal 21 al 26 agosto 2000 su un percorso di 895 km ripartiti in 6 tappe e un cronoprologo, con partenza da 's Hertogenbosch e arrivo a Landgraaf. Fu vinto dall'olandese Erik Dekker della squadra Rabobank davanti al sudafricano Robert Hunter e all'altro olandese Servais Knaven.

## Tappe
| Tappa  | Data      | Percorso                                                | km    | Vincitore di tappa | Leader cl. generale |
| ------ | --------- | ------------------------------------------------------- | ----- | ------------------ | ------------------- |
| Prol.  | 21 agosto | 's Hertogenbosch > 's Hertogenbosch (cron. individuale) | 4     | Erik Dekker        | Erik Dekker         |
| 1ª     | 22 agosto | 's Hertogenbosch > Utrecht                              | 180,7 | Fabrizio Guidi     | Erik Dekker         |
| 2ª     | 23 agosto | Utrecht > Hoorn                                         | 185,5 | Robert Hunter      | Robert Hunter       |
| 3ª     | 24 agosto | Bolsward > Leeuwarden                                   | 91    | Robert Hunter      | Robert Hunter       |
| 4ª     | 24 agosto | Leeuwarden > Leeuwarden (cron. individuale)             | 20    | Tyler Hamilton     | Erik Dekker         |
| 5ª     | 25 agosto | Harderwijk > Venlo                                      | 186,2 | Wim Omloop         | Erik Dekker         |
| 6ª     | 26 agosto | Blerick > Landgraaf                                     | 227,6 | Max van Heeswijk   | Erik Dekker         |
| Totale | Totale    | Totale                                                  | 895   |                    |                     |

## Dettagli delle tappe

### Prologo
- 21 agosto: 's Hertogenbosch > 's Hertogenbosch (cron. individuale) – 4 km

| Pos. | Corridore      | Squadra     | Tempo |
| ---- | -------------- | ----------- | ----- |
| 1    | Erik Dekker    | Rabobank    | 4'28" |
| 2    | László Bodrogi | Mapei       | a 3"  |
| 3    | Servais Knaven | Farm Frites | a 4"  |

| Pos. | Corridore      | Squadra     | Tempo |
| ---- | -------------- | ----------- | ----- |
| 1    | Erik Dekker    | Rabobank    | 4'28" |
| 2    | László Bodrogi | Mapei       | a 3"  |
| 3    | Servais Knaven | Farm Frites | a 4"  |

### 1ª tappa
- 22 agosto: 's Hertogenbosch > Utrecht – 180,7 km

| Pos. | Corridore        | Squadra     | Tempo    |
| ---- | ---------------- | ----------- | -------- |
| 1    | Fabrizio Guidi   | FDJ         | 4h14'05" |
| 2    | Max van Heeswijk | Mapei       | s.t.     |
| 3    | Robbie McEwen    | Farm Frites | s.t.     |

| Pos. | Corridore      | Squadra       | Tempo    |
| ---- | -------------- | ------------- | -------- |
| 1    | Erik Dekker    | Rabobank      | 4h19'16" |
| 2    | Robert Hunter  | Lampre-Daikin | a 2"     |
| 3    | Servais Knaven | Farm Frites   | a 5"     |

### 2ª tappa
- 23 agosto: Utrecht > Hoorn – 185,5 km

| Pos. | Corridore       | Squadra        | Tempo    |
| ---- | --------------- | -------------- | -------- |
| 1    | Robert Hunter   | Lampre-Daikin  | 4h22'01" |
| 2    | Lars Michaelsen | FDJ            | s.t.     |
| 3    | Zoran Klemencic | Vini Caldirola | s.t.     |

| Pos. | Corridore      | Squadra       | Tempo    |
| ---- | -------------- | ------------- | -------- |
| 1    | Robert Hunter  | Lampre-Daikin | 8h41'23" |
| 2    | Erik Dekker    | Rabobank      | a 8"     |
| 3    | Servais Knaven | Farm Frites   | a 13"    |

### 3ª tappa
- 24 agosto: Bolsward > Leeuwarden – 91 km

| Pos. | Corridore       | Squadra       | Tempo    |
| ---- | --------------- | ------------- | -------- |
| 1    | Robert Hunter   | Lampre-Daikin | 1h57'00" |
| 2    | Fabrizio Guidi  | FDJ           | s.t.     |
| 3    | Aart Vierhouten | Rabobank      | s.t.     |

| Pos. | Corridore      | Squadra       | Tempo     |
| ---- | -------------- | ------------- | --------- |
| 1    | Robert Hunter  | Lampre-Daikin | 10h38'21" |
| 2    | Erik Dekker    | Rabobank      | a 14"     |
| 3    | Servais Knaven | Farm Frites   | a 16"     |

### 4ª tappa
- 24 agosto: Leeuwarden > Leeuwarden (cron. individuale) – 20 km

| Pos. | Corridore      | Squadra   | Tempo  |
| ---- | -------------- | --------- | ------ |
| 1    | Tyler Hamilton | US Postal | 23'58" |
| 2    | László Bodrogi | Mapei     | a 6"   |
| 3    | Erik Dekker    | Rabobank  | a 9"   |

| Pos. | Corridore      | Squadra       | Tempo     |
| ---- | -------------- | ------------- | --------- |
| 1    | Erik Dekker    | Rabobank      | 11h02'42" |
| 2    | Robert Hunter  | Lampre-Daikin | a 13"     |
| 3    | Servais Knaven | Farm Frites   | a 20"     |

### 5ª tappa
- 25 agosto: Harderwijk > Venlo – 186,2 km

| Pos. | Corridore             | Squadra         | Tempo    |
| ---- | --------------------- | --------------- | -------- |
| 1    | Wim Omloop            | Bankgiroloterij | 4h08'52" |
| 2    | Michael Steen Nielsen | Memory Card     | s.t.     |
| 3    | Wilfried Peeters      | Mapei           | s.t.     |

| Pos. | Corridore      | Squadra       | Tempo     |
| ---- | -------------- | ------------- | --------- |
| 1    | Erik Dekker    | Rabobank      | 15h11'58" |
| 2    | Robert Hunter  | Lampre-Daikin | a 13"     |
| 3    | Servais Knaven | Farm Frites   | a 20"     |

### 6ª tappa
- 26 agosto: Blerick > Landgraaf – 227,6 km

| Pos. | Corridore         | Squadra        | Tempo    |
| ---- | ----------------- | -------------- | -------- |
| 1    | Max van Heeswijk  | Mapei          | 5h24'03" |
| 2    | Fabrizio Guidi    | FDJ            | s.t.     |
| 3    | Romans Vainsteins | Vini Caldirola | s.t.     |

| Pos. | Corridore      | Squadra       | Tempo     |
| ---- | -------------- | ------------- | --------- |
| 1    | Erik Dekker    | Rabobank      | 20h36'32" |
| 2    | Robert Hunter  | Lampre-Daikin | a 13"     |
| 3    | Servais Knaven | Farm Frites   | a 18"     |

## Classifiche finali

### Classifica generale
| Pos. | Corridore           | Squadra                 | Tempo     |
| ---- | ------------------- | ----------------------- | --------- |
| 1    | Erik Dekker         | Rabobank                | 20h36'32" |
| 2    | Robert Hunter       | Lampre-Daikin           | a 13"     |
| 3    | Servais Knaven      | Farm Frites             | a 18"     |
| 4    | Tyler Hamilton      | US Postal Service       | a 22"     |
| 5    | Fabrizio Guidi      | FDJ                     | a 24"     |
| 6    | Romans Vainsteins   | Vini Caldirola-Sidermec | s.t.      |
| 7    | Raivis Belohvošciks | Lampre-Daikin           | a 30"     |
| 8    | Marc Wauters        | Rabobank                | a 32"     |
| 9    | Marco Pinotti       | Lampre-Daikin           | a 43"     |
| 10   | Peter Van Petegem   | Farm Frites             | a 54"     |